# Saux
Saux is een plaats en voormalige gemeente in het Franse departement Lot in de regio Occitanie en telt 133 inwoners (1999). De plaats maakt deel uit van het arrondissement Cahors.

## Geschiedenis
Saux is op 1 januari 2019 gefuseerd met de gemeenten Le Boulvé, Fargues en Saint-Matré tot de gemeente Porte-du-Quercy. 

## Geografie
De oppervlakte van Saux bedraagt 8,31 vierkante kilometer; Op 1 januari 2018 was de bevolkingsdichtheid 11,4 inwoners per km².
De onderstaande kaart toont de ligging van Saux met de belangrijkste infrastructuur en aangrenzende gemeenten.

## Demografie
Onderstaande figuur toont het verloop van het inwonertal.